# Обласні автомобільні шляхи Полтавської області
Обласні автомобільні дороги Полтавської області — автомобільні шляхи обласного значення, що проходять територією  Полтавської області України. Список включає усі дороги місцевого значення області, головним критерієм для визначення порядку слідування елементів є номер дороги у переліку.